# Río Pegnitz

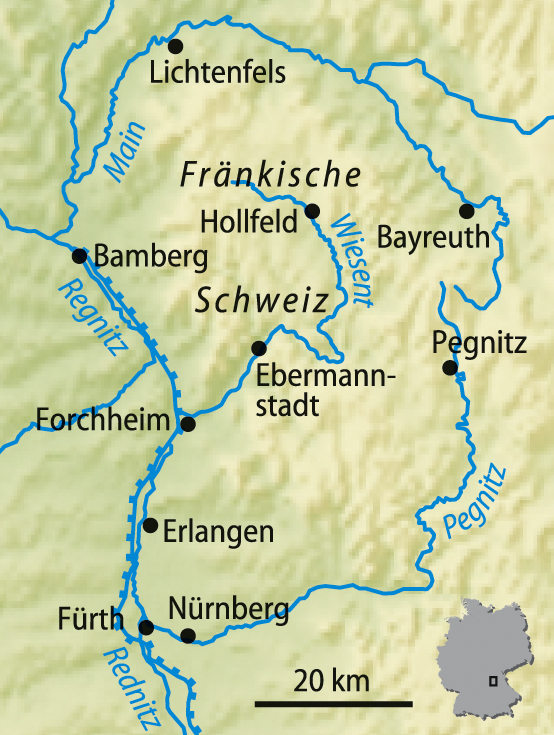

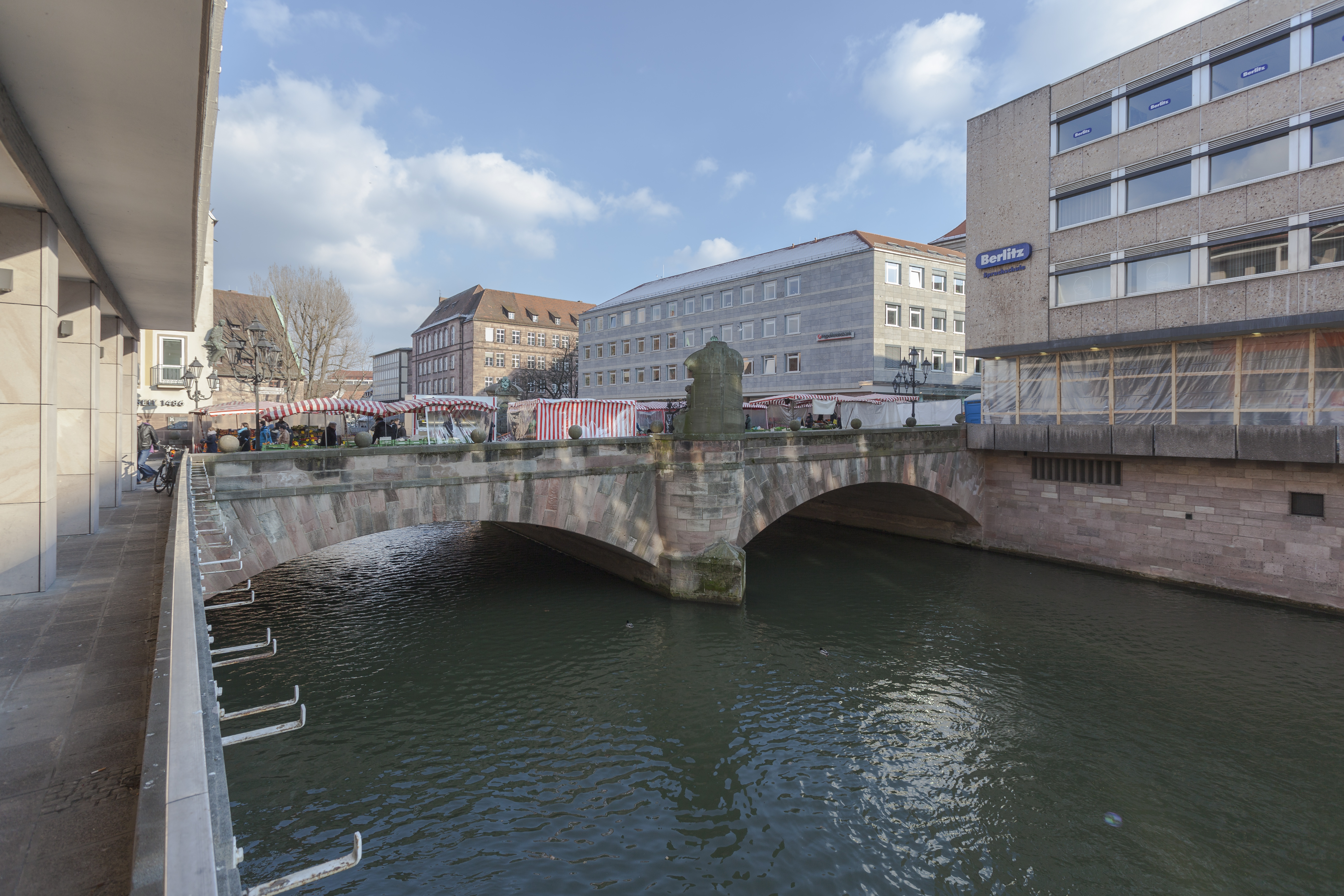
Río Pegnitz a su paso por Núremberg.

Pegnitz es un pequeño río en la región de Franconia, ubicado en la parte septentrional del Estado federado de Baviera, al sur de Alemania. Este río nace a casi 80 km al norte de Núremberg y fluye por la ciudad de la cual recibe su nombre. Se encuentra a 425 m sobre el nivel del mar, pasa por Núremberg, luego se encuentra con el río Rednitz a 283 m al noreste de Fürth, momento en que pasa a ser llamado Regnitz. Su longitud es de 115 km.
Este río es el hogar de gran cantidad de patos, cisnes y láridos.
En 1909 este río causó la llamada gran inundación de Núremberg, tras lo cual se rectificó su curso, acortando su paso por la ciudad en seis kilómetros.

## Tributarios
- Río Flembach
- Río Hirschbach
- Río Högenbach
- Río Happurger Bach
- Río Sittenbach
- Río Hammerbach
- Río Sandbach
- Río Schnaittach
- Río Röttenbach
- Río Bitterbach
- Río Röthenbach
- Río Langwassergraben
- Río Tiefgraben
- Río Goldbach

## Etimología
El nombre del río Pegnitz posiblemente deriva de la palabra "Paginza" que es un derivado de "fließendes Wasser" (El agua que fluye).